# Jacko
Jacko is een gorilla die sinds 2010 gehouden wordt in de dierentuin Artis in Amsterdam. Daarvoor verbleef hij in de dierentuin van Berlijn.
Jacko is bekend geworden als de beursgorilla. Sinds 2000 kiest Jacko een portefeuille aandelen en tot en met 2010 heeft Jacko zowel de AEX als een panel van professionele beursanalisten verslagen.
In januari 2000 kreeg Jacko als experiment 75 bananen. Elk van deze bananen correspondeerde met een beursgenoteerde onderneming. Van de bedrijven die correspondeerden met de eerste tien bananen die Jacko opat werden aandelen gekocht. Sindsdien wordt de portefeuille elke maand aangepast, door een computerprogramma dat Jacko's gedrag imiteert. Centrale aanname hierbij is de willekeurige keuze van aandelen omdat er geen informatie van het onderliggende aandeel in de banaan tot uitdrukking komt.
In 2001 behaalde Jacko, tegen de trend in, een winst van 15 procent.
In het jaar 2010 presteerde Jacko voor het elfde achtereenvolgende jaar beter dan de AEX-index. In 2011 verloor Jacko voor het eerst van AEX, met 32,87% verschil. 2012 was het eerste jaar dat de index Jacko versloeg, maar in 2013 was Jacko weer de baas.

## Kritiek
Onder andere beleggingsexperts van IRIS research en Het Financieele Dagblad bekritiseerden begin 2006 de resultaten van Jacko. Zo wordt het willekeurige karakter van het gedrag van Jacko in twijfel getrokken. Jacko zou bepaalde aandelen veel langer in zijn portefeuille houden dan op basis van een kansverdeling aannemelijk geacht kan worden.
Het risico-profiel van de door Jacko gekozen aandelen zou veel hoger zijn dan dat van de AEX-index, en zou juist het voor dit hogere risico gecorrigeerde rendement lager zijn dan van de AEX-index.
Het rendement zou vertekend zijn omdat er geen transactiekosten in rekening zijn gebracht. Hoewel Jacko uit zijn portefeuille slechts 1x per maand een fonds wisselt zijn daar kosten aan verbonden en het eigenlijke rendement zou derhalve iets lager zijn.
Jacko's resultaten worden vergeleken met de AEX-index, terwijl Jacko zelf ook in Amsterdam Midkap Index en AScX-fondsen belegt. Deze fondsen hebben aan het begin van de 21ste eeuw hogere rendementen dan de AEX-fondsen behaald. Dat verschil lijkt zich vooral in 2004 te manifesteren, verder lopen de indices nagenoeg gelijk van 2000 tot 2004, terwijl Jacko ook in deze periode een hogere winst heeft behaald.